# René Buzelin
René Gaston Louis Buzelin, né le 7 janvier 1886 à Blois (Loir-et-Cher) et mort le 31 janvier 1969 à Molineuf (Loir-et-Cher), est un journaliste, dramaturge et chansonnier français.

## Biographie
Il fonde en 1905 une revue éphémère : Feuille de chou, revue littéraire et amusante. Un peu avant 1910, il place quelques textes à La Bonne Chanson de Théodore Botrel. Quelques années plus tard, il dirige un organe satirique : La Girouette de Montmartre, illustré de dessins à la plume.
Dans les années 1910, il donne fréquemment des poèmes et des petites pièces dans les almanachs catholiques ou dans La Démocratie quotidienne. Il est classé à droite, et fait figure d'exception dans l'effectif du Canard enchaîné lors de son arrivée à ce journal dans les deux dernières années de la Première Guerre mondiale. Sa présence s'explique par ses activités à Montmartre et comme celle de chansonnier. Il donnera dans ce journal de courtes pièces en vers sur les sujets les plus variés. 
Il signera les paroles françaises de It's a Long, Long Way to Tipperary (chanson hommage et gloire aux Alliés). Il devient administrateur du journal après la Seconde Guerre mondiale.